# 맨섬의 수석장관
맨섬의 수석장관(영어: Chief Minister of the Isle of Man, 맨어: Ard-shirveishagh)은 맨섬 정부의 최고 집행 책임자이다. 현재 맨섬의 수석장관은 알프레드 캐넌이다.

## 개요
맨섬의 수석장관은 틴월드 하원 열쇠의 집에서 선출한다.

## 역대 수석장관 목록
| 대  | 그림 | 이름                  | 임기                                | 소속정당 | 선거 | 비고       |
| --- | ---- | --------------------- | ----------------------------------- | -------- | ---- | ---------- |
| 1   |      | 마일즈 워커 (1940-)   | 1986년 12월 3일 ~ 1996년 12월 3일   | 무소속   | 1986 |            |
| 1   | 1991 | 마일즈 워커 (1940-)   | 1986년 12월 3일 ~ 1996년 12월 3일   | 무소속   |      |            |
| 2   |      | 도널드 겔링 (1938-)   | 1996년 12월 3일 ~ 2001년 12월 4일   | 무소속   | 1996 |            |
| 3   |      | 리처드 코킬 (1951-)   | 2001년 12월 4일 ~ 2004년 12월 14일  | 무소속   | 2001 |            |
|     |      | 앨런 벨 (1947-)       | 2004년 12월 14일                    | 무소속   |      | 대행       |
| (2) |      | 도널드 겔링 (1938-)   | 2004년 12월 14일 ~ 2006년 12월 14일 | 무소속   | 2004 | 2번째 집권 |
| 4   |      | 토니 브라운 (1950-)   | 2006년 12월 14일 ~ 2011년 10월 11일 | 무소속   | 2006 |            |
| 5   |      | 앨런 벨 (1947-)       | 2011년 10월 11일 ~ 2016년 10월 4일  | 무소속   | 2011 |            |
| 6   |      | 하워드 퀘일 (1967-)   | 2016년 10월 4일 ~ 2021년 10월 12일  | 무소속   | 2016 |            |
| 7   |      | 알프레드 캐넌 (1968-) | 2021년 10월 12일 ~ 현재             | 무소속   | 2021 |            |

## 같이 보기
- 맨섬
  - 맨섬의 총독